# فيلار دي كانياس
بلدية فيلار دي كانياس (بالإسبانية: Villar de Cañas)‏، هي إحدى بلديات مقاطعة قونكة إحدى مقاطعات إسبانيا، و التي تقع في منطقة قشتالة لا منتشا وسط البلاد, و المائلة لجهة الشرق من إسبانيا.
يبلغ عدد سكانها 481 نسمة وفقاً لإحصائية سنة (2007).